# Gustav Meyrink
Gustav Meyrink (n. 19 ianuarie 1868, Viena, Austro-Ungaria – d. 4 decembrie 1932, Starnberg, Bavaria, Reich-ul German) este un clasic al literaturii austriece și universale, intens preocupat de științele oculte și de parapsihologie. Este fiul nelegitim al unui baron și al unei actrițe de la curtea Bavariei.
Până la vârsta de treisprezece ani a trăit la München, unde a urmat școala primară, apoi la Hamburg o scurtă perioadă de timp și douăzeci de ani la Praga, unde a ajuns împreună cu mama sa în 1883 și unde, nouă ani mai târziu, a trăit un eveniment cu rol providențial în viața lui: la douăzeci și patru de ani, când se pregătea să-și pună capăt zilelor, a auzit pe cineva strecurându-i pe sub ușă o broșură cu titlul "Viața după moarte". Șocat de această coincidență dramatică, a început să fie interesat de literatura ocultă și să studieze teosofia, cabala, sofiologia creștină și misticismul oriental. În 1927 s-a convertit de la protestantism la budism.
Rezultatele acestor studii apar în toate operele sale. A fost de asemenea membru al Hermetic Order of the Golden Dawn de la Londra. În 1915 a apărut primul său roman, celebrul Golem, care a avut mai multe adaptări cinematografice.

## Opere
- 1915: Der Golem (Golem)
- 1916: Das grüne Gesicht (Fața verde)
- 1917: Walpurgisnacht (Noaptea Valpurgiei)
- 1921: Der weiße Dominikaner (Dominicanul alb)
- 1925: Goldmachergeschichten (Povestiri cu alchimiști)
- 1927: Der Engel vom westlichen Fenster (Îngerul de la fereastra dinspre apus)

## Romane apărute în limba română
- Golem, editura Cartea Românească, 1989
- Îngerul de la fereastra dinspre apus, Editura Nemira, 2002
- Golem, Editura Nemira, 2002, 2007